# Fab@Home

Fab@Home Model 1 (2006)

Fab@Home là máy in 3D đa vật liệu đầu tiên có sẵn cho công chúng và là một trong hai máy in DIY 3D mã nguồn mở đầu tiên (máy in khác là RepRap). Cho đến năm 2005, tất cả các máy in 3D đều có quy mô công nghiệp, đắt tiền và độc quyền. Chi phí cao và tính chất khép kín của ngành công nghiệp in 3D tại thời điểm đó hạn chế khả năng tiếp cận công nghệ với công chúng, phạm vi vật liệu có thể được sử dụng và mức độ thăm dò có thể được thực hiện bởi người dùng cuối. Mục tiêu của dự án Fab@Home là thay đổi tình trạng này bằng cách tạo ra một máy in linh hoạt, chi phí thấp, mở và "có thể tấn công" để đẩy nhanh đổi mới công nghệ và di chuyển sang không gian của người tiêu dùng và nhà sản xuất.
Kể từ khi phát hành mã nguồn mở vào năm 2006, hàng trăm máy in 3D Fab@Home được xây dựng trên toàn thế giới, và các yếu tố thiết kế của nó có thể được tìm thấy trong nhiều máy in DIY sau này, đáng chú ý nhất là Makerbot Replicator. Phương pháp lắng đọng nhiều ống tiêm của máy in cho phép một số bản in đa vật liệu đầu tiên bao gồm chế tạo trực tiếp pin hoạt động, bộ truyền động và cảm biến, cũng như các vật liệu bí truyền để in  sinh học và in thực phẩm. Dự án đã bị đóng cửa vào năm 2012 khi rõ ràng rằng mục tiêu của dự án đã đạt được và việc phân phối máy in DIY và người tiêu dùng đã vượt qua doanh số bán máy in công nghiệp lần đầu tiên.

## Lịch sử
Dự án được lãnh đạo bởi các sinh viên tại Khoa Kỹ thuật Cơ khí & Không gian của Đại học Cornell. Nỗ lực này được lấy cảm hứng từ lịch sử của Altair 8800, một trong những bộ dụng cụ máy tính gia đình đầu tiên được phát hành vào năm 1975. Altair 8800 được  phần lớn công nhận là đã châm ngòi cuộc cách mạng điện toán gia đình và chuyển đổi từ máy tính lớn sang máy tính để bàn. một máy tính chi phí thấp, mở và "dễ bị tấn công" có thể tiếp cận được với những người đam mê gia đình lần đầu tiên. Mục tiêu của dự án Fab@Home là hoàn thành hiệu ứng tương tự trong không gian in 3D. Dự án là một trong những trường hợp quy mô lớn đầu tiên áp dụng mô hình phát triển mã nguồn mở cho các thiết bị vật lý, một quá trình mà sau này được gọi là Phần cứng nguồn mở.
Các phiên bản đầu tiên của thiết bị được sản xuất và hoàn thiện trong phòng thí nghiệm. Phiên bản chính thức đầu tiên của mô hình Fab@Home 1 trùng hợp với một bài trình bày tại hội nghị Chế tạo tự do dạng rắn năm 2006. Sau bản phát hành đầu tiên, sinh viên đại học và sau đại học tại Cornell và các địa điểm khác đã gia nhập nhóm và phát triển một phiên bản cải tiến, sau đó được phát hành với tư cách là Fab@Home Model 2. Những cải tiến chính bao gồm lắp ráp dễ dàng hơn, không hàn và ít chi tiết hơn. Nhóm nghiên cứu sau đó đã mở rộng và phát triển mô hình 3. Một biến thể quan trọng của Fab@Home là dự án Fab@School, khám phá việc sử dụng máy in 3D phù hợp để sử dụng trong lớp học ở cấp tiểu học. Máy in Fab@School có thể in với các vật liệu lành tính như Play-Doh và bao gồm một vỏ an toàn.
Dự án đã nhận được sự chú ý của giới truyền thông rộng rãi trong những năm đầu tiên, mang lại khả năng in 3D từ một công nghệ tương đối ít được chú ý hơn. Sự công nhận đáng chú ý là giải thưởng Cơ học đột phá phổ biến và giải best paper of the year của Tạp chí Rapid Prototyping.

## Khả năng kỹ thuật

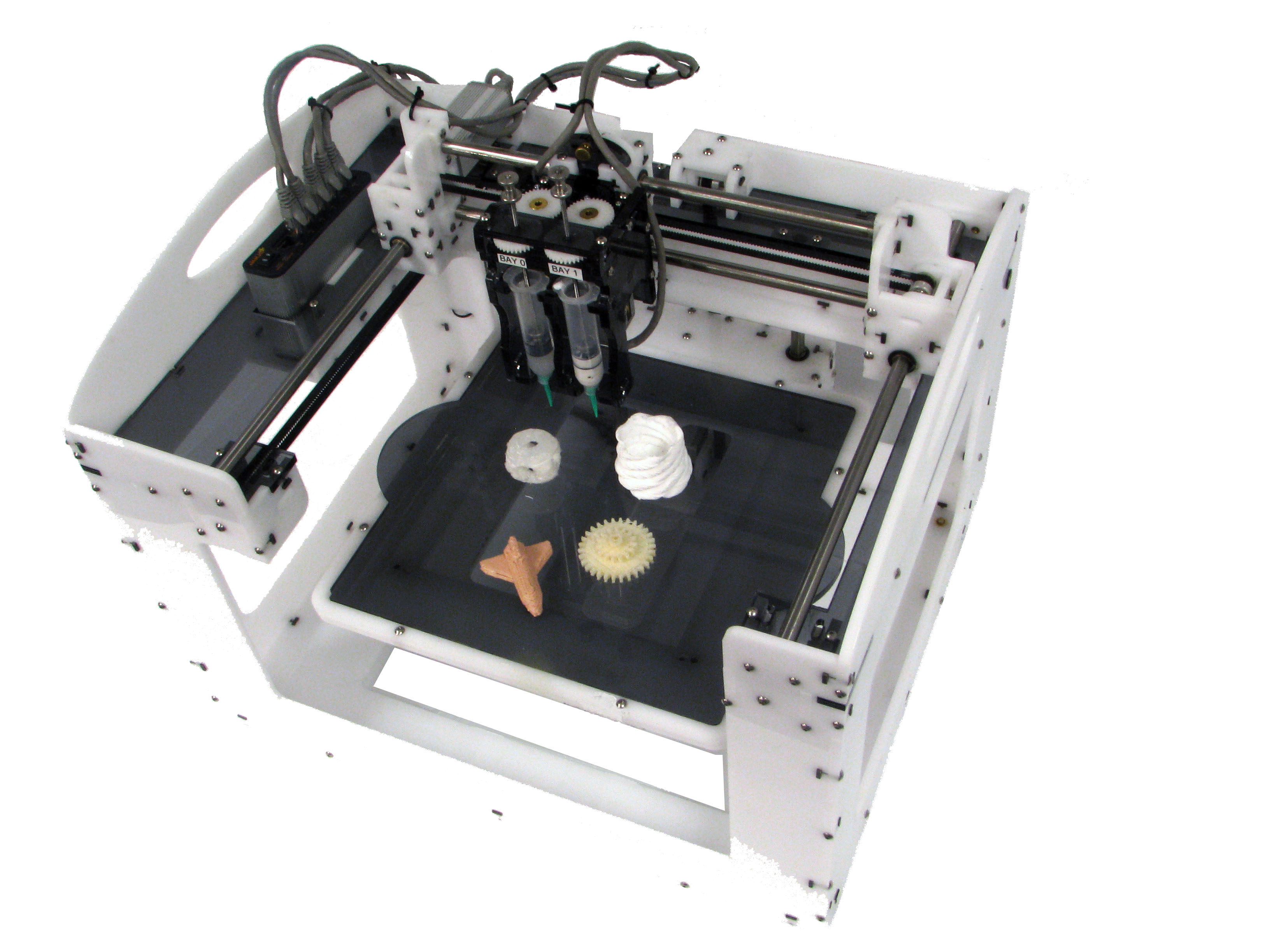
Fab@Home Model 2 (2009)

Fab@Home là hệ thống lắng đọng dựa trên ống tiêm. Một hệ thống giàn X-Y-Z di chuyển một bơm tiêm trên một thể tích dựng 20 × 20 × 20 cm (7.87x7.87x7.87 inch) ở tốc độ tối đa 10 mm / s và độ phân giải 25 µm. Nhiều ống tiêm có thể được kiểm soát độc lập với vật liệu gửi qua các đầu ống tiêm. Việc dịch chuyển ống tiêm có thể được kiểm soát với độ chính xác microliter.
Phiên bản đầu tiên của đầu in Fab@Home có hai ống tiêm; phiên bản sau này có nhiều ống tiêm hơn, tới một đầu in có tám ống tiêm có thể được sử dụng đồng thời.
Một trong những ưu điểm chính của việc sử dụng phương pháp lắng đọng dựa trên ống tiêm là một loạt các vật liệu có thể được lắng đọng, về cơ bản là bất kỳ chất lỏng, keo dán, gel hoặc bùn nào có thể được vắt qua đầu ống tiêm. Tính linh hoạt đó cho phép vượt ra ngoài việc in ấn chỉ bằng nhựa nhiệt dẻo, cũng như RepRap và hầu hết các máy in 3D tiêu dùng theo sau. Phạm vi vật liệu có thể được in với Fab@Home bao gồm các vật liệu cứng như epoxy, chất đàn hồi như silicone, vật liệu sinh học như hydrogel gieo tế bào, nguyên liệu thực phẩm như sô cô la, bột cookie và pho mát, vật liệu kỹ thuật như thép không gỉ thép (sau này được nung trong lò) và các vật liệu hoạt động như dây dẫn điện và nam châm. Mục tiêu kỹ thuật đã nêu của dự án là in một hệ thống hoạt động hoàn chỉnh, vượt ra ngoài việc in các phần thụ động. Dự án đã thành công trong việc in các thiết bị hoạt động như pin, bộ truyền động, cảm biến và thậm chí là máy điện báo làm việc.

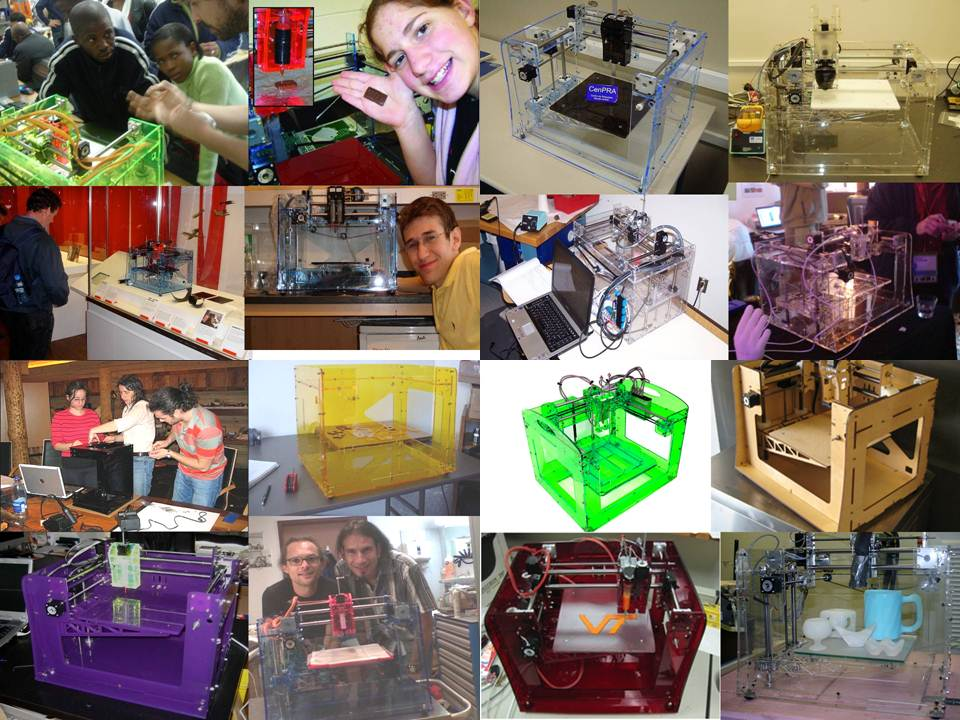
Fab@Home trong quá trình sử dụng

## Thành viên dự án
- Sáng lập viên: Evan Malone và Hod Lipson
- Trưởng nhóm dự án: Evan Malone (2005-2009), Daniel Cohen (2010), Jeffery Lipton (2011-2012)
- Các thành viên của nhóm dự án (không theo thứ tự cụ thể): Dan Periard, Max Lobovsky, James Smith, Michael Heinz, Warren Parad, Garrett Bernstien, Tianyou Li, Justin Quartiere, Daniel Sheiner, Kamaal Washington, Abdul-Aziz Umaru, Rian Masanoff, Justin Granstein, Jordan Whitney, Scott Lichtenthal, Karl Gluck